# إسمت أولو
إسمت أولو (بالتركية: Category:İsmet Uluğ) (1901 – 28 أغسطس 1975) هو ملاكم ولاعب كرة قدم تركي راحل، مثّل بلاده في الألعاب الأولمبية الصيفية في دورتي 1924 و1928.

## روابط خارجية
إسمت أولو على موقع قاعدة بيانات كرة القدم.إي يو (الإنجليزية)
- إسمت أولو على موقع عالم كرة القدم.نت (الإنجليزية)
- إسمت أولو على موقع أوليمبيديا (الإنجليزية)